# Hundested
Hundested es una localidad portuaria de la isla de Selandia (Dinamarca). Tiene 8.579 habitantes en 2014; es la segunda mayor localidad del municipio de Halsnæs, dentro de la región administrativa de la Capital. Hundested es un sitio de cruce de transbordadores entre las penínsulas de Halsnæs y Odsherred.
Hundested se localiza en el extremo occidental de la península de Halsnæs, en la desembocadura del Isefjord. La localidad limita al norte con el Kattegat y por el sur con la desembocadura del fiordo de Roskilde. La costa de Hundested es muy arenosa, con acantilados de 30 m de altura, muy expuestos a la erosión. La erosión ha ocasionado que las aguas cercanas a los acantilados sean bastante someras. 

## Historia

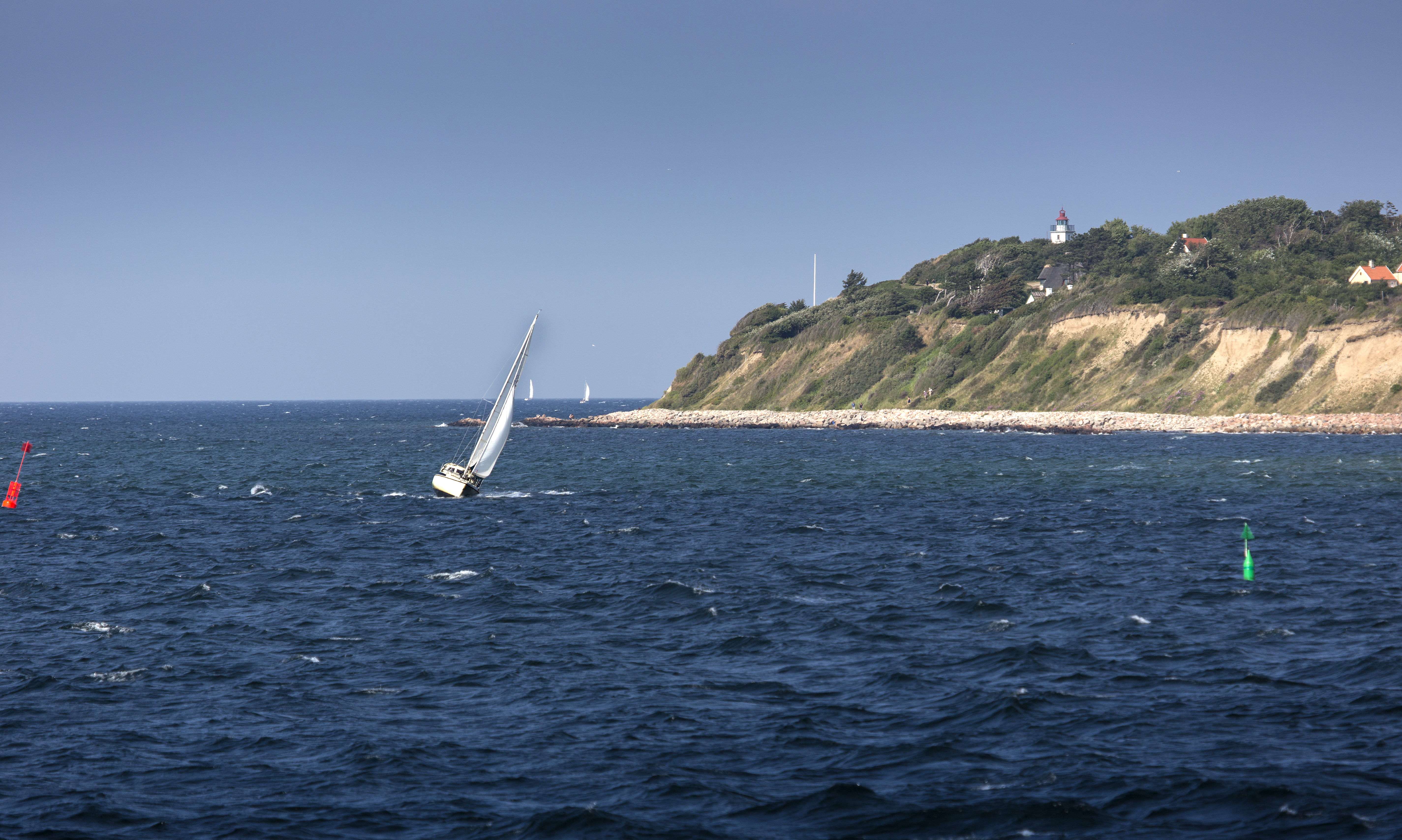
El acantilado Spodsbjerg, con el faro del mismo nombre.

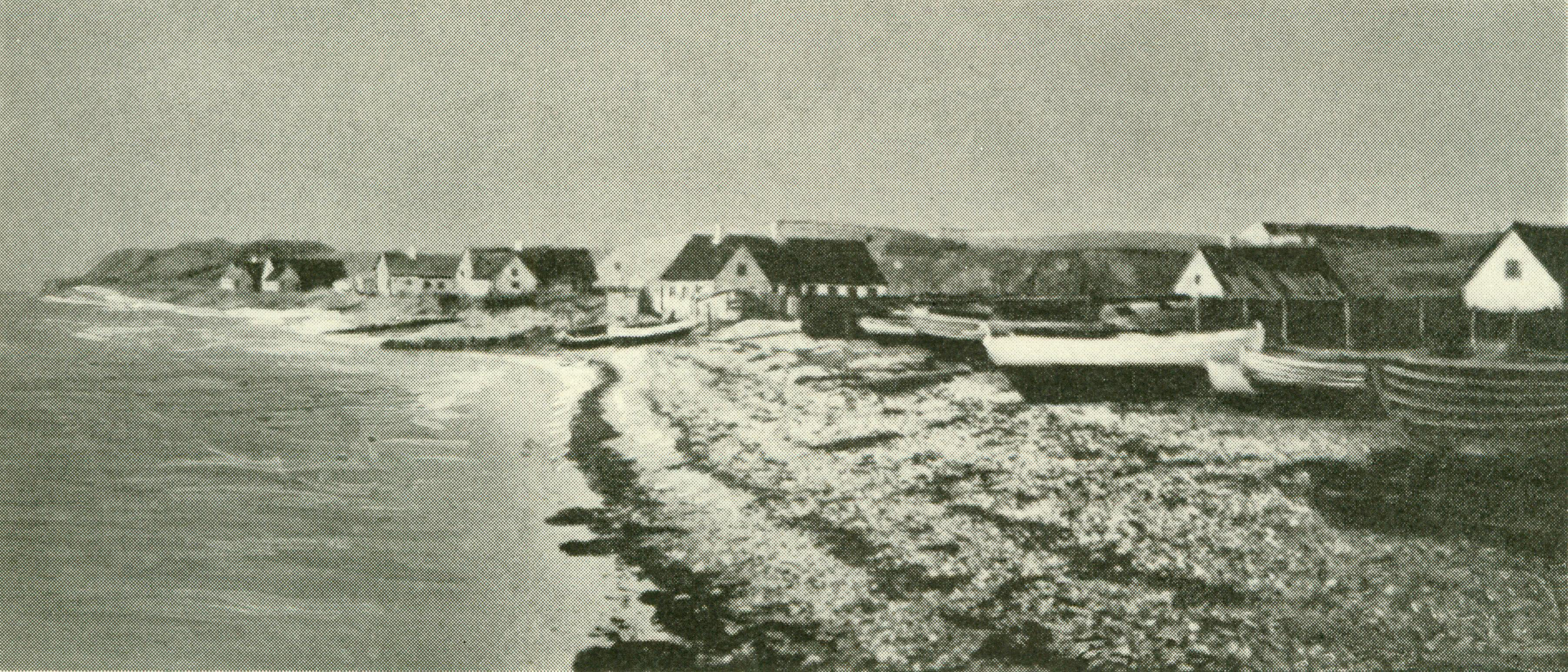
Hundested hacia 1890.

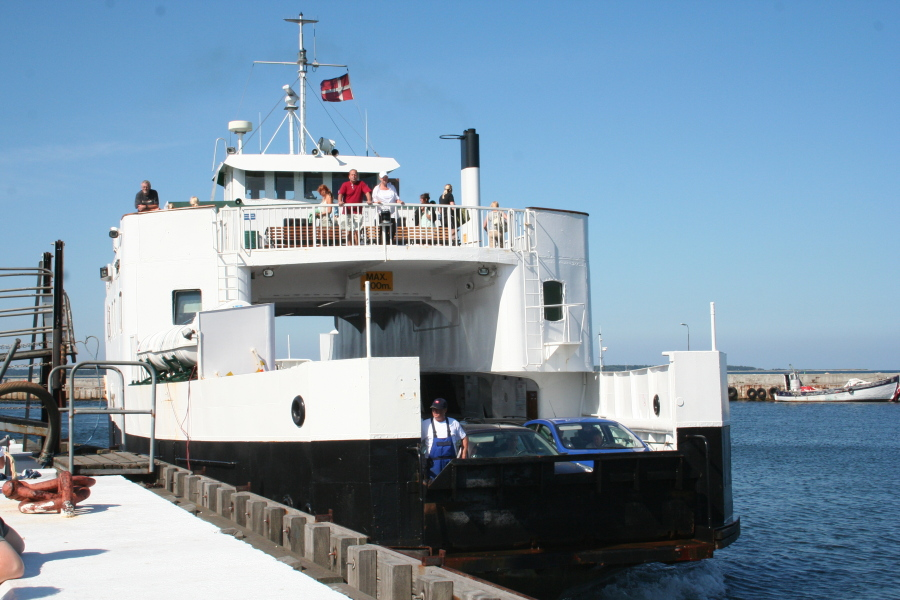
Transbordador de la ruta Hundested-Rørvig.

Se sabe que al menos desde el siglo XVI la zona ya era explotada con fines pesqueros. El nombre de Hundested significa "lugar de focas". Las focas eran muy abundantes es esta zona, donde antiguamente existió un sistema arrecifal bastante amplio que les servía de hábitat, y eran presas de la caza deportiva en que participaban varios reyes daneses. Los arrecifes fueron destruidos a finales del siglo XVIII y sus rocas fueron utilizadas como material de construcción de varios puertos del Øresund, así como del fuerte Trekoner, una de las fortificaciones de Copenhague. La destrucción de los arrecifes no solo ocasionó la desaparición de las focas de la zona, sino una importante erosión de la costa que aún es visible.
La primera instalación portuaria en la península fue Lynæs en 1872, hoy un barrio del sur de Hundested. En poco tiempo Lynæs se convirtió en el principal puerto pesquero de Selandia. Hacia la primera década del siglo XX el punto de gravedad de esta actividad se desplazó a Hundested. Los productos pesqueros, que en un principio se destinaban principalmente a Frederikssund, ampliaron su mercado con la llegada del ferrocarril a Hillerød y Copenhague en 1916. Ese mismo año se inauguró la ruta de transbordador a Rørvig y en 1934 la de Grenaa. La infraestructura portuaria fue expandida en 1969, 1987 y 1995. Una pequeña zona industrial se creó en el este de la ciudad en las décadas de 1960 y 1970. En la década de 1980 disminuyó de manera importante la actividad pesquera, lo que significó un duro golpe para Hundested. En 1996 cerró la ruta que conectaba Hundested con Grenaa.
Entre 1970 y 2006 Hundested fue capital del municipio homónimo. Este desapareció en 2007 cuando su territorio se fusionó con el municipio de Frederiksværk para crear el nuevo municipio de Frederiksværk-Hundested, el cual poco después cambió su nombre a Halsnæs. Hundested es desde entonces la segunda localidad en importancia del municipio.

## Cultura

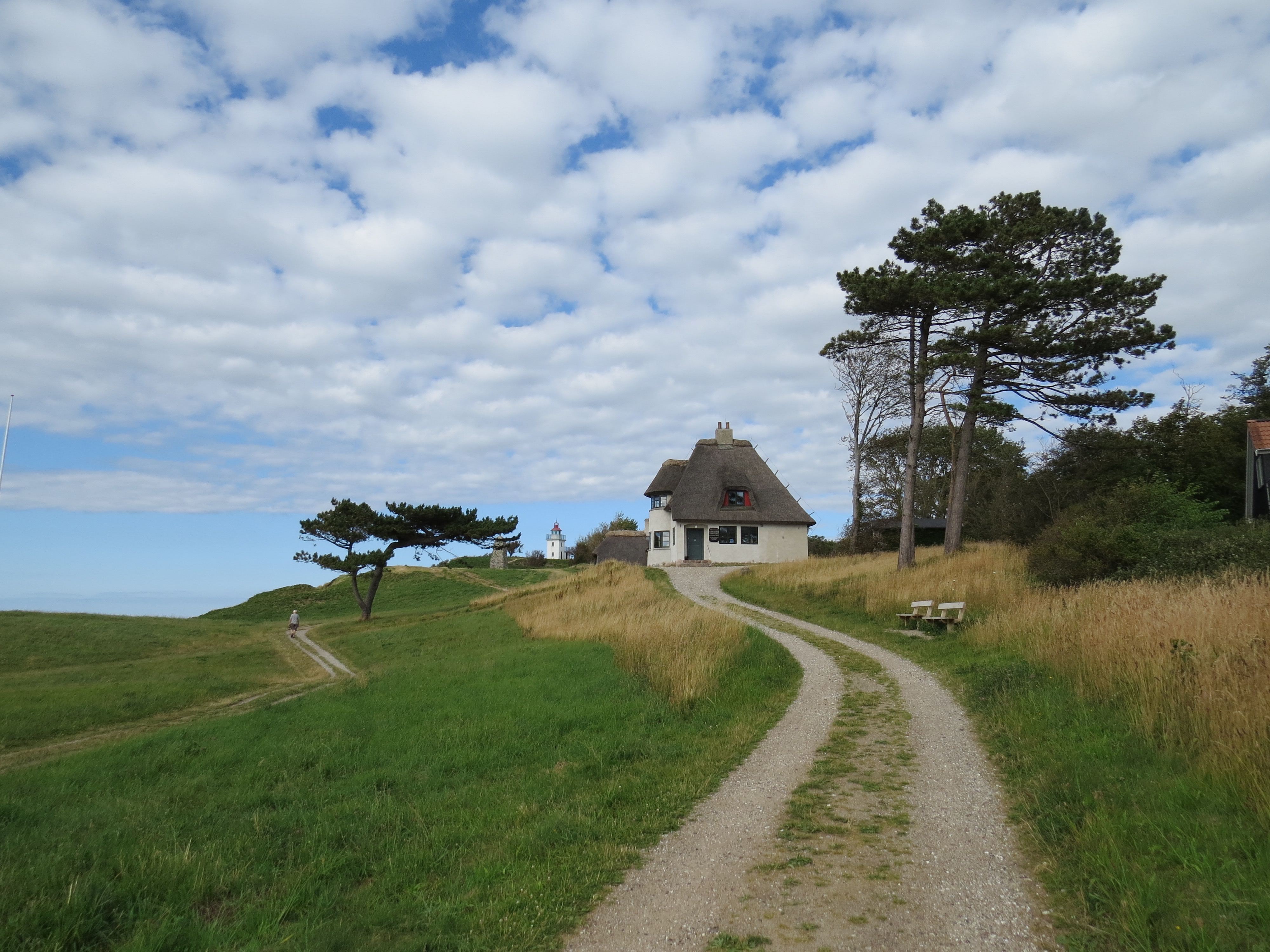
Casa de Knud Rasmussen.

En el norte de Hundested, a 30 m sobre la playa, se encuentra la casa del célebre explorador polar Knud Rasmussen. La casa forma parte del Museo Industrial Frederiks Værk, de la ciudad de Frederiksværk.
la iglesia de la localidad es la iglesia de Lynæs, una edificación de piedra de 1901.
El turismo es atraído por las playas, los dos puertos abiertos a embarcaciones deportivas, una feria anual de artesanías y un festival anual de esculturas de arena.  